# NHI NH90
NHI NH90 — многоцелевой вертолёт, разработанный франко-германским консорциумом Eurocopter.
Вертолёт доступен в двух основных версиях, которые в настоящее время находятся на вооружении: TTH (тактический транспорт) и NFH (борьба с надводными и подводными лодками).

## История создания и производства
Вертолёт совершил первый полёт в 1995 году. 
Производство вертолётов NH90 осуществляется группой «NH индастри» (NHIndustries (Nato Helicopter Industries), NHI), в которую входят компании франко-немецкая «Еврокоптер» (62,5 %), итальянско-британская «Агуста/Уэстленд» (32 %) и голландская «Сторк Фоккер» (5,5 %).
30 ноября 2011 года компания «Еврокоптер» объявила о получении сертификата соответствия на финальную боевую конфигурацию тактического транспортного вертолёта NH-90 TTH.
производство и закупки
На 2012 г. NH-90 заказали 14 стран в количестве 529 ед., включая 418 в версии TTH. Вертолёты заказаны Германией, Францией, Италией, Нидерландами, Португалией, Финляндией, Норвегией, Швецией, Грецией, Оманом, Австралией, Новой Зеландией, Испанией и Бельгией. 
По состоянию на ноябрь 2011 года поставлено более 80 NH-90; общий налёт которых превысил 19 100 часов.
В июле 2012 года Португалия отказалась от закупки 10 вертолётов NH90 TTH для вооружённых сил страны.
В декабре 2021 года Австралия решила отказаться от этой модели вертолётов, поскольку эксплуатационные расходы слишком высоки, а доступность слишком низкая.
В июне 2022 года Норвегия отказалась от закупки 14 вертолётов NH90 для вооружённых сил страны, заказанных более 20 лет назад, ещё в 2001 г. (контракт с Италией на более 550 млн долл. будет расторгнут, 13 уже поставленных машин намерены вернуть); причиной стали многочисленные неисправности и задержки, также эксплуатацию NH90 посчитали слишком затратной..

## Модификации
- NH90 NFH (NATO Frigate Helicopter) — корабельный транспортно-боевой вертолёт, предназначен для решения противолодочных и противокорабельных задач. Используется с палубы корабля. Может считаться заменой вертолётов Westland Lynx или AB 212ASW.
- NH90 TTH (Tactical Transport Helicopter) — транспортно-десантный вертолёт, предназначен для решения десантных задач, однако мог оборудоваться для решения поисково-спасательных задач, в том числе в боевых условиях, ведения РЭБ и перевозок VIP-персон.

## Тактико-технические характеристики

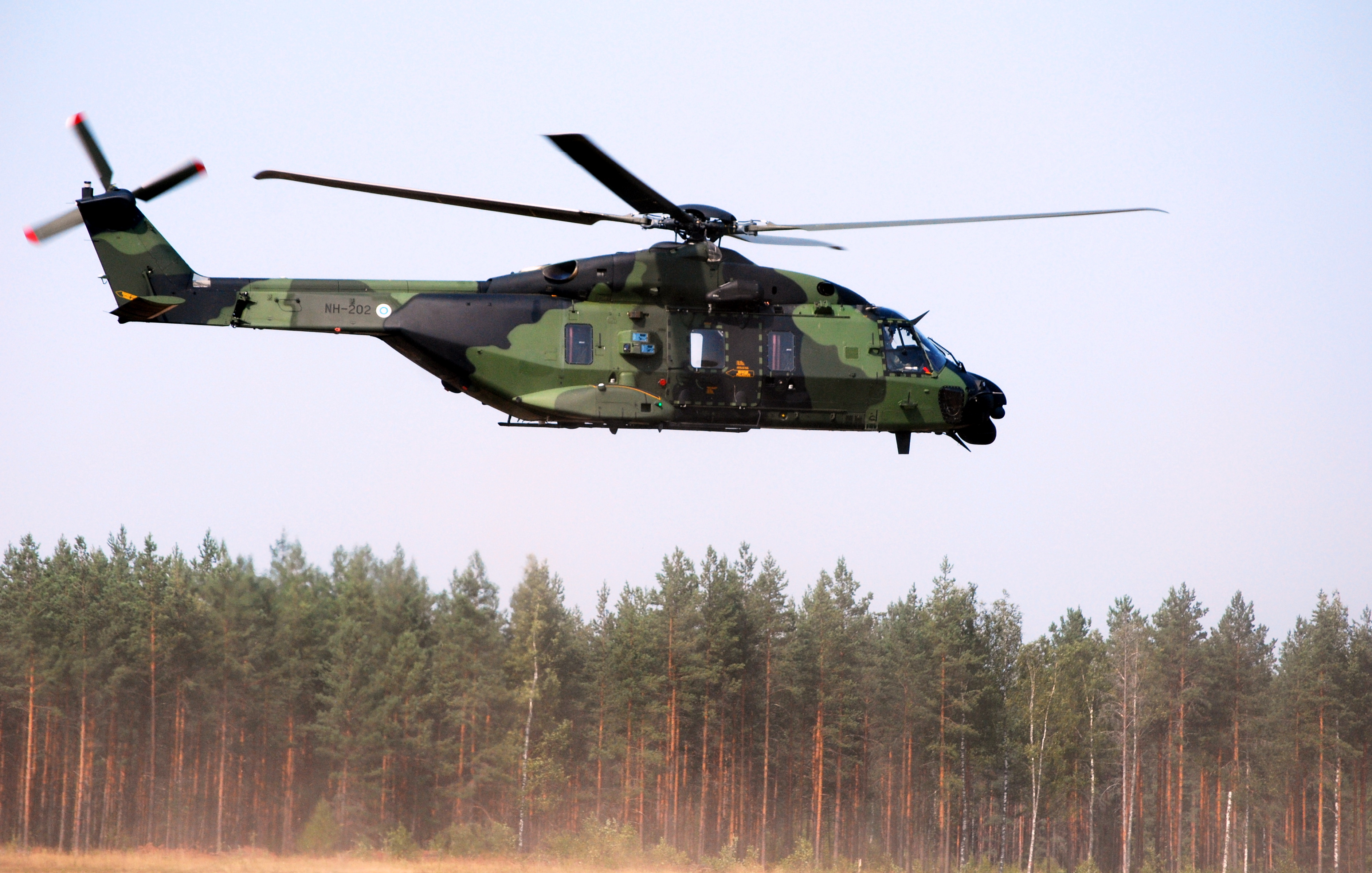
Финский NH90

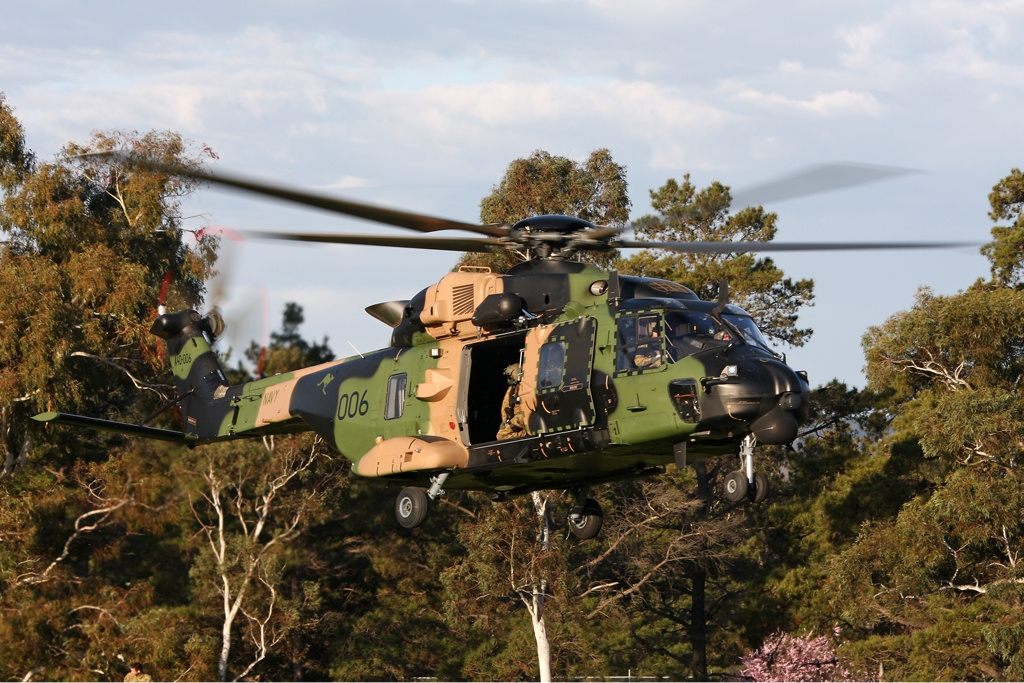
MRH-90 ВМС Австралии

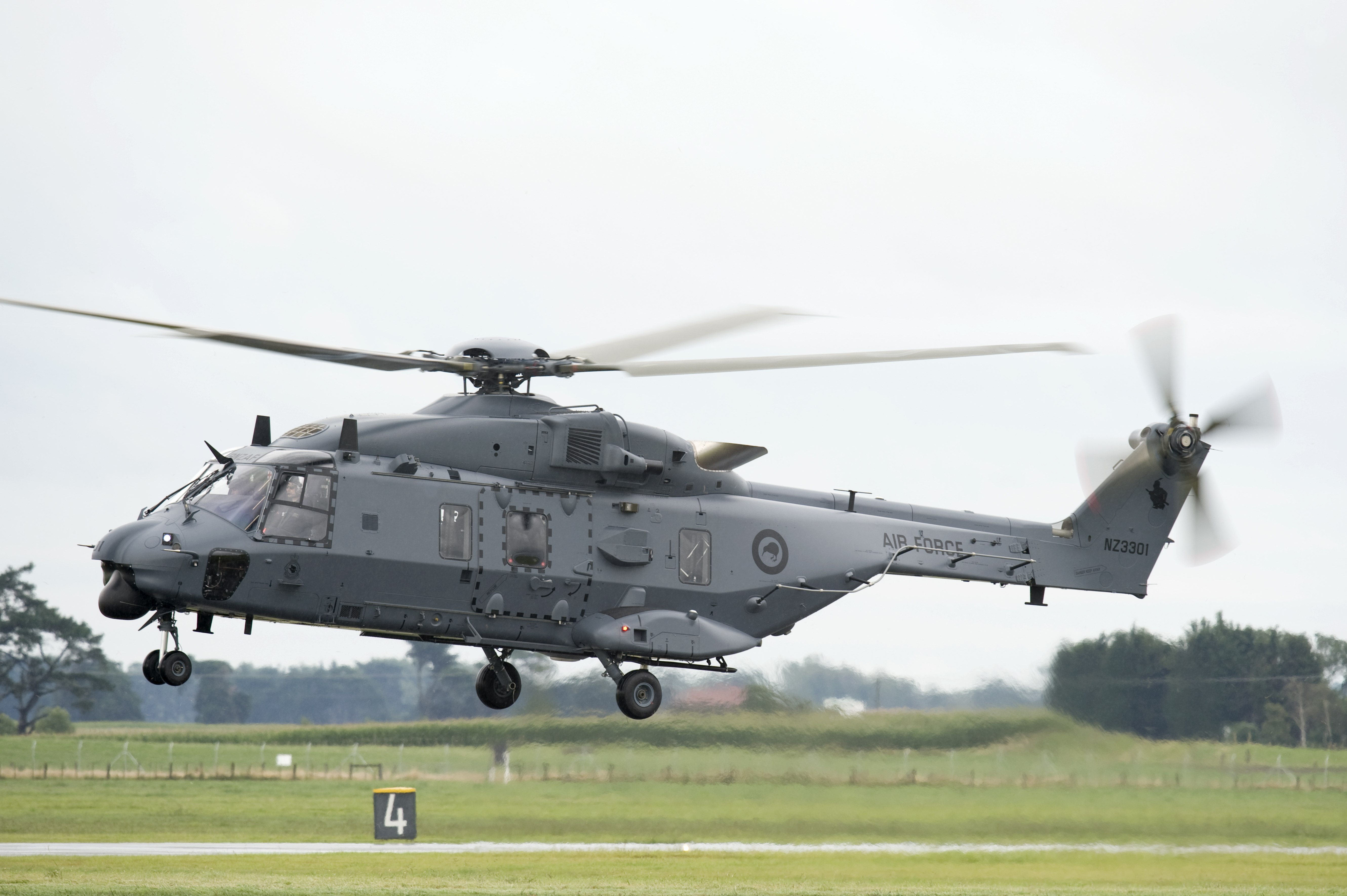
NH90 TTH ВВС Новой Зеландии

Приведённые характеристики соответствуют модификации NH90 NFH.
Источник данных: Jane's

Технические характеристики
- Экипаж: 1-2 пилота (+ оператор у вариантов для ВМС)
- Пассажировместимость: до 20 солдат
- Грузоподъёмность: 2 500 кг (вариант TTH)
- Длина: 19,565 м
- Длина фюзеляжа: 13,53 м
- Диаметр несущего винта: 16,3 м
- Диаметр рулевого винта: 3,2 м
- Максимальная ширина фюзеляжа: 2,6 м (без спонсонов)
- Высота: 5,31 м (с хвостовым винтом)
- Площадь, ометаемая несущим винтом: 208,67 м²
- База шасси: 6,08 м
- Колея шасси: 3,2 м
- Масса пустого: 6 287 кг
- Нормальная взлётная масса: 10 000 кг
- Максимальная взлётная масса: 10 600 кг
- Масса топлива во внутренних баках: 2 036 кг
- Силовая установка: 2 × турбовальных Rolls-Royce Turbomeca RTM322-01/9 или
- Мощность двигателей: 2 × 2 100 л.с. (2 × 1 566 кВт (взлётная))
- Силовая установка: 2 × турбовальных General Electric T700-T6E1 (для армии Италии)
- Мощность двигателей: 2 × 2 040 л. с. (2 × 1 521 кВт (взлётная))

Габариты грузовой кабины
- Длина: 4,8 м
- Ширина: 2,0 м
- Высота: 1,58 м
- Полезный объём: 18,0 м³

Лётные характеристики
- Максимальная скорость: 291 км/ч
- Крейсерская скорость: 244 км/ч
- Практическая дальность: 907 км
- Перегоночная дальность: 1 213 км
- Продолжительность полёта: 4 часа 45 мин.
- Продолжительность патрулирования: 3 часа 20 мин. (на удалении 93 км от базы)
- Статический потолок:  
  - с использованием эффекта земли: 3 140 м
  - без использования эффекта земли: 2 515 м
- Скороподъёмность: 8,8 м/с
- Нагрузка на диск: 50,8 кг/м²
- Тяговооружённость: 276,2 Вт/кг (на трансмиссию при максимальной взлётной массе)

Вооружение
- Боевая нагрузка: до 700 кг
- Управляемые ракеты: УР «воздух-воздух», УР «воздух-поверхность», ПКР AM-39 Exocet
- неуправляемые ракеты:
- торпеды: противолодочные торпеды Murena
- бомбовое вооружение: Mk.46 или A244, глубинные бомбы
- дополнительное вооружение:

## На вооружении

### Действующие операторы
- Бельгия — 4 NH90 TTS и 4 NH90 NFH по состоянию на 2024 год[5]. Учебный центр экипажей NH90 используется и финансируется совместно с Нидерландами.
- Германия — 18 NH90 NFH и 82 NH90 TTH по состоянию на 2024 год[6]. 
  - В Марине ― 18 NH90 NFH по состоянию на 2024 год[6].
  - В Хеере ― 82 NH90 TTH по состоянию на 2024 год[6].
- Греция — 14 NH90 TTH по состоянию на 2024 год[7], всего заказано 20 NH90 TTS.
- Испания — первоначально заказаны 26 единиц для Сухопутных войск, 6 для ВКС и 7 для флота. В сентябре 2018 года было куплено ещё 23 борта. По состоянию на январь 2023 получено 26 вертолётов. Испанские вертолёты комплектуются СПО производства Indra Sistemas и двигателями General Electric CT7-8F5. 
  - Для ВМС Испании заказано 7 NH90 TTH (MSPT) в 2021 году.
  - 6 NH90 TTH на вооружении в ВКС Испании по состоянию на 2024 год[8]. Всего заказано 6 NH90 TTH Standart 2 в 2014 году. Ещё 6 NH90 SAR Standart 3 куплены в 2023. NH90 SAR обозначаются HD.29 Lobo[9].
  - 15 NH90 TTH на вооружении в Сухопутных войсках по состоянию на 2024 год[10]. Всего заказано 26 NH90 TTH партиями по 16 и 10 штук в 2014 году. Используются под обозначением HT.29 Caimán. Планируется купить ещё 10.
- Италия — 116 NH90 на 2024 год.
  - ВМС Италии — 46 NH90 NFH и 10 NH90 MITT по состоянию на 2024 год. Используются под обозначениями SH-90A и MH-90A соответственно[11].
  - Армейская авиация Италии — 60 NH90 TTH по состоянию на 2024 год. Используются под обозначением UH-90A[12].
- Нидерланды — 19 NH90 NFH по состоянию на 2024 год, используются КВВС Нидерландов.[13] Изначально для вертолётной группы КВМС закуплено 20 бортов, выпущенных между 2010 и 2016 годами.
  - В 2024 году объявлено о начале программы модернизации оставшихся на вооружении NH90, которая будет включать обновление оборудования связи и навигации до стандарта NATO Link 22.[14]
- Новая Зеландия —  8 NH90 TTS в боеспособном состоянии и 1 NH90 как донор запчастей.
- Оман — 20 NH90 TTH получены в 2010 году.
- Финляндия — 20 NH90 TTH по состоянию на 2024 год[15].
- Франция — В ноябре 2007 года был заключён контракт на поставку 68 NH90[16]. Контракт предусматривал закупку первой партии из 12 вертолётов, а также содержал два опциона на приобретение 22 и 34 единиц соответственно. Первый опцион был реализован в 2009 году, второй — в 2012 году.[17].
  - ВМС Франции — 27 NH90 NGH по состоянию на 2024 год[18]. Имеют обозначение NH90 Caïman Marine.
  - Сухопутные войска Франции — 63 NH90 TTH по состоянию на 2025 год[19]. Первый NH90 TTH был принят на вооружение 22 декабря 2011 года.[16] Имеют обозначение NH90 Caïman. Всего заказано 81 единица, из них 63 Standard 1 и 18 Standard 2.
- Швеция — 18 NH90 TTH (вариант с увеличенной кабиной) по состоянию на 2024 год[20]. Используются под обозначением Hkp 14. Планируется замена на UH-60M.

### Бывшие операторы
- Австралия — всего на вооружении имела 46 летных NH90 и 1 небоеспособный. Приняты на вооружение в 2004 году под обозначением Taipan Multi Role Helicopter MRH-90. 42 из 47 бортов собраны в Австралии на предприятии Australian Aerospace (Airbus Helicopters-Brisbane). Списание началось в 2021 году. Вертолёты заменяются на 40 UH-60M и 4 CH-47F.
- Норвегия — 13 NH90 TTH на хранении по состоянию на 2024 год[21]. Всего имела на вооружении 14 штук, полученных между 2011 и 2016 годами. Списаны из строевых частей летом 2022 года. Планируется замена на 14 MH-60R Seahawk-Romeo.

## Боевое применение
- Война в Афганистане (2001—2021) — использовались контингентами Италии, ФРГ и Новой Зеландии. 23 августа 2012 года в провинции Герат NH90 впервые был применён для боевой операции, это был UH-90A 5-го полка армейской авиации Италии.
  - 1 NH90 Бундесвера потерян от технической ошибки 19 июня 2014.
- Операция «Бархан» — 2 NH90 использовались авиацией Сухопутных войск Франции.
- Борьба с сомалийскими пиратами — использовались КВМС Нидерландов.
- Военная операция против «Исламского государства» — использовались авиацией Сухопутных войск Италии во время операции в Ираке.
- Миссия ООН в Мали — использовались КВВС Нидерландов и Бундесвером.

## Происшествия
1 июня 2008 года в 15:15 NH90 TTH (с/н 1008/GITA03; р/н E.I.202; б/н MM81519), приписанный к 1-й эскадрилье Сухопутных войск Италии, базирующейся в Витербо, потерпел крушение и затонул во время демонстрационного полёта на авиашоу «Ali sul Lago» на озере Браччано, к северо-западу от Рима. Командир воздушного судна — капитан Филиппо Форнасси — погиб, второй пилот — капитан Фабио Манзелла — получил ранения, бортинженер — прапорщик Козимо Палладино — практически не пострадал.
25 декабря 2017 года NH90 TTH (с/н 1222/TOMF16; р/н 635) ВВС Омана потерпел крушение во время ночного полета в районе Эль-Мусана. Штурман погиб, два пилота получили ранения.
17 октября 2018 года в 22:29 NH90 TTH «Кайман», приписанный к 1-му полку боевых вертолётов Лёгкой авиации Сухопутных войск Франции, потерпел крушение во время взлёта с вертолётоносца «Дисмюд» в 130 километрах от города Дюнкерк. Корабль следовал в Норвегию для участия в учениях НАТО «Trident Juncture 2018». Экипаж выбрался из вертолёта невредимым, но пострадали четверо моряков из палубного экипажа, одного из них госпитализировали в тяжёлом состоянии.